# Fritidshusområde

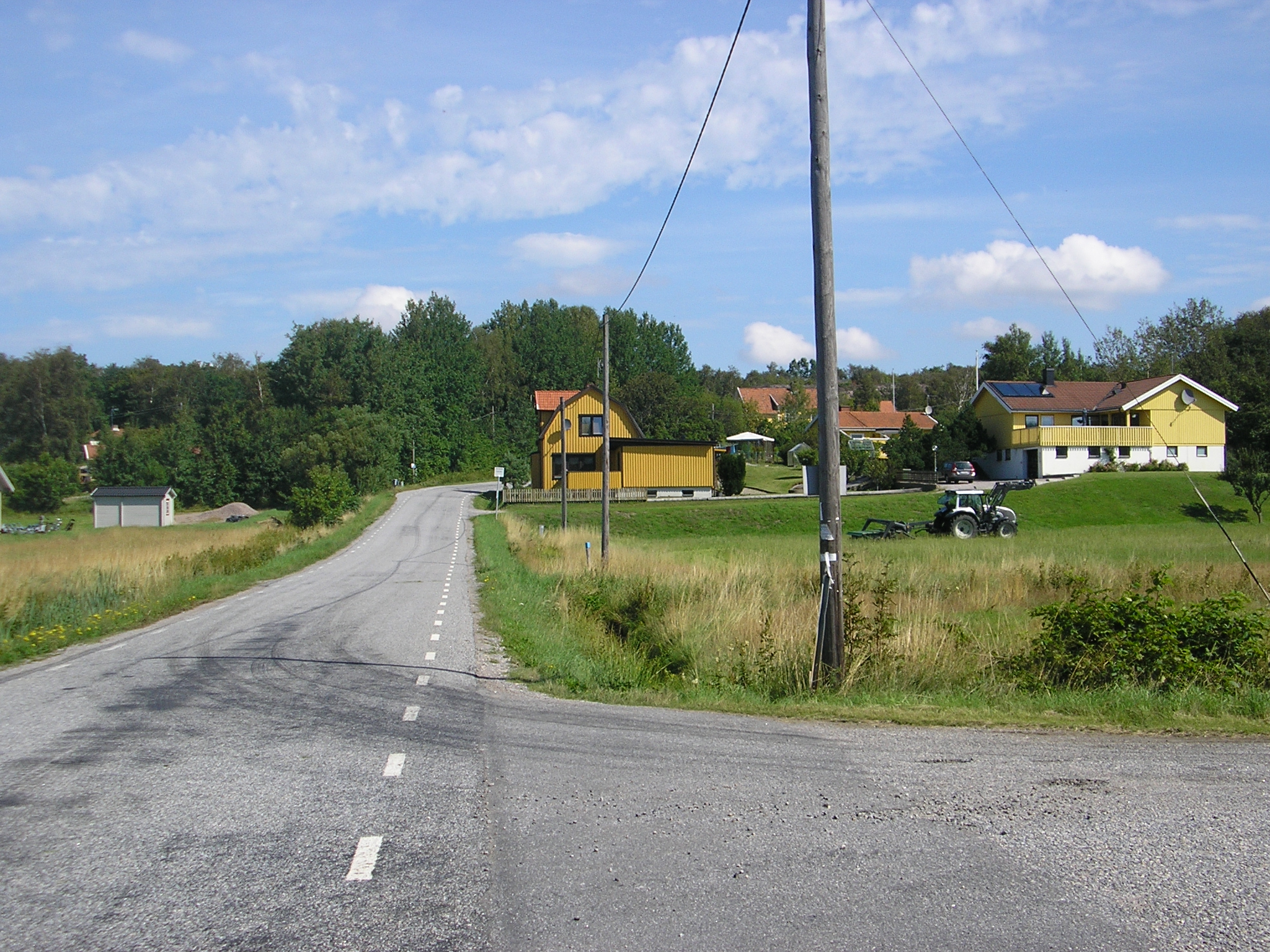
Fågelviken, ett fritidshusområde i Lysekils kommun.

Ett fritidshusområde är enligt Statistiska centralbyrån ("SCB") ett område med minst 50 fritidshus där avståndet mellan husen är högst 150 meter. En knapp tredjedel av Sveriges fritidshus ligger i så definierade fritidshusområden, vars yta motsvarar lite drygt en tiondel av tätorternas yta i landet. Vid räkningen 2010 hade Sverige 1 383 fritidshusområden.
SCB:s definition av fritidshusområde sammanfaller med definitionen av småorter, med den skillnaden att definitionen för småorter utgår från folkbokförda personer på respektive ort. Med stigande bostadspriser blir fritidshusområden i närheten av större orter alltmer bebodda året runt.